# Малый Утайчик
Малый Утайчик — деревня в Тулунском районе Иркутской области России. Входит в состав Котикского муниципального образования. Находится примерно в 12 км к северо-западу от районного центра — города Тулун.

## Население
| 2002 | 2010 | 2011 | 2012 |
| ---- | ---- | ---- | ---- |
| 6    | ↘2   | →2   | →2   |

По данным Всероссийской переписи, в 2010 году в деревне проживали 2 мужчины.